# Ivanovca, Hîncești
Ivanovca este satul de reședință al comunei cu același nume  din raionul Hîncești, Republica Moldova în administrarea căreia intră satele vecine Costești și Frasin.

## Demografie

### Structura etnică
Structura etnică a satului Ivanovca conform recensământului populației din 2004:
| Grup etnic                    | Populație | % Procentaj |
| ----------------------------- | --------- | ----------- |
| Ucraineni                     | 389       | 59,30%      |
| Băștinași declarați Moldoveni | 246       | 37,50%      |
| Ruși                          | 14        | 2,13%       |
| Bulgari                       | 6         | 0,91%       |
| Găgăuzi                       | 1         | 0,15%       |
| Total                         | 656       |             |